# Onze-Lieve-Vrouw-Geboortekerk (Kessel)
De Onze-Lieve-Vrouw-Geboortekerk is een kerkgebouw in Kessel in de gemeente Peel en Maas in de Nederlandse provincie Limburg. De kerk is gelegen aan het Kerkplein en staat op een verhoging vrijwel direct aan de Maas. Aan de zuidzijde en westzijde van de kerk ligt de begraafplaats. Direct ten oosten van de kerk ligt het Kasteel Keverberg op een heuvel.
De kerk is opgedragen aan Onze-Lieve-Vrouw-Geboorte en is een rijksmonument.

## Geschiedenis
In 1236 stond op deze plaats reeds een kerkje dat in romaanse stijl was opgetrokken. In 1460 werd op die plaats een nieuwe kerk gebouwd in gotische stijl.
In 1869 werd bij de afbraak van de oude kerk een Romeinse driegodensteen ontdekt, gewijd aan Minerva, Hercules en Juno. De steen diende als sokkel voor een Jupiterzuil en geldt als een van de mooiste in Limburg. In 1872 werd er op deze plek een nieuwe kerk gebouwd in neogotische stijl naar het ontwerp van architect Pierre Cuypers.
In 1944 werd de kerk verwoest en in 1948 hersteld. In 1954 werd het kerkgebouw uitgebreid.

## Opbouw
De georiënteerde kerk bestaat uit een westtoren, een dwarsschip direct naast de toren, een driebeukig schip met vijf traveeën in basilicale opstand en een koor met drie traveeën en een driezijdige koorsluiting. De toren heeft drie geledingen en een achtkantige torenspits tussen vier topgevels.